# آنگوس مک‌لین
آنگوس مک‌لین (به انگلیسی: Angus MacLane) (زاده ۱۳ آوریل ۱۹۷۵) کارگردان، انیماتور، فیلم‌نامه‌نویس و صداپیشه آمریکایی است که در حال حاضر در پیکسار کار می‌کند. او فیلم‌های کوتاه ریزه میزه و فیلم تلویزیونی ویژه داستان اسباب بازی ترور! را کارگردانی کرد. او کارگردان فیلم در جستجوی دوری (۲۰۱۶) بوده‌است. او همچنین از علاقه مندان به لگو است و قالب ساخت کیوب دودز را ایجاد کرد و یک وال-ئی از لگو را طراحی کرد که به یک مجموعه رسمی از گروه لگو تبدیل شده‌است. او اولین کارگردانی فیلم بلند خود را با فیلم لایت‌یر اسپین آفی از فرنچایز داستان اسباب‌بازی در ژوئن ۲۰۲۲ انجام داد.

## فیلم‌شناسی

### فیلم‌های بلند
| سال  | عنوان                                           | کارگردان       | فیلم‌نامه‌نویس | پویانما   | داستان | توسعه دهنده شخصیت | هنرمند تولید | دیگر | صداپیشه                                     | یادداشت‌ها              |
| ---- | ----------------------------------------------- | -------------- | ------------ | --------- | ------ | ----------------- | ------------ | ---- | ------------------------------------------- | ---------------------- |
| ۱۹۹۸ | زندگی یک حشره                                   | نه             | نه           | اضافی     | نه     | نه                | نه           | نه   |                                             |                        |
| ۱۹۹۹ | داستان اسباب‌بازی ۲                              | نه             | نه           | آری       | اضافی  | نه                | نه           | نه   |                                             |                        |
| ۲۰۰۰ | باز لایتیر فرماندهی ستاره: ماجراجویی آغاز می‌شود | بخشی           | نه           | نه        | نه     | نه                | نه           | نه   |                                             | فیلم ویدیویی از پیکسار |
| ۲۰۰۱ | شرکت هیولاها                                    | نه             | نه           | آری       | اضافی  | آری               | نه           | نه   |                                             |                        |
| ۲۰۰۳ | در جستجوی نمو                                   | نه             | نه           | آری       | نه     | نه                | نه           | نه   |                                             |                        |
| ۲۰۰۴ | شگفت‌انگیزان                                     | نه             | نه           | آری       | نه     | انیمیشن           | نه           | نه   |                                             |                        |
| ۲۰۰۶ | ماشین‌ها                                         | نه             | نه           | اضافی     | نه     | نه                | نه           | نه   |                                             |                        |
| ۲۰۰۷ | راتاتویی                                        | نه             | نه           | اضافی     | نه     | نه                | نه           | نه   |                                             |                        |
| ۲۰۰۸ | وال-ئی                                          | نه             | نه           | کارگردانی | آری    | نه                | آری          | آری  | برن ای                                      |                        |
| ۲۰۰۹ | بالا                                            | نه             | نه           | آری       | نه     | نه                | نه           | نه   |                                             |                        |
| ۲۰۱۰ | داستان اسباب‌بازی ۳                              | نه             | نه           | آری       | نه     | نه                | نه           | نه   |                                             |                        |
| ۲۰۱۶ | در جستجوی دوری                                  | همکار کارگردان | نه           | نه        | نه     | نه                | نه           | آری  | خورشیدماهی «چارلی رفت و برگشت» صداهای اضافی | مواد داستان اضافی      |
| ۲۰۱۷ | کوکو                                            | نه             | نه           | نه        | نه     | نه                | نه           | آری  |                                             | تیم خلاقیت ارشد        |
| ۲۰۱۸ | شگفت‌انگیزان ۲                                   | نه             | نه           | نه        | نه     | نه                | نه           | آری  |                                             | تیم خلاقیت ارشد        |
| ۲۰۱۹ | داستان اسباب‌بازی ۴                              | نه             | نه           | نه        | نه     | نه                | نه           | آری  |                                             | تیم خلاقیت ارشد        |
| ۲۰۲۰ | به پیش                                          | نه             | نه           | نه        | نه     | نه                | نه           | آری  |                                             | تیم خلاقیت ارشد        |
| ۲۰۲۰ | روح                                             | نه             | نه           | نه        | نه     | نه                | نه           | آری  |                                             | فیلم اصلی دیزنی پلاس   |
| ۲۰۲۱ | لوکا                                            | نه             | نه           | نه        | نه     | نه                | نه           | آری  |                                             | فیلم اصلی دیزنی پلاس   |
| ۲۰۲۲ | قرمز شدن                                        | نه             | نه           | نه        | نه     | نه                | نه           | آری  |                                             | فیلم اصلی دیزنی پلاس   |
| ۲۰۲۲ | لایت‌یر                                          | آری            | آری          | نه        | نه     | نه                | نه           | آری  |                                             | تیم خلاقیت ارشد        |

#### فیلم کوتاه و تلویزیون
| سال       | عنوان                            | کارگردان | فیلم‌نامه‌نویس | پویانما | مدیر اجرایی تولید | دیگر | صداپیشه                                                 | یادداشت‌ها             |
| --------- | -------------------------------- | -------- | ------------ | ------- | ----------------- | ---- | ------------------------------------------------------- | --------------------- |
| ۱۹۹۷      | بازی جری                         | نه       | نه           | آری     | نه                | نه   |                                                         |                       |
| ۲۰۰۰      | برای پرندگان                     | نه       | نه           | آری     | نه                | نه   |                                                         |                       |
| ۲۰۰۰–۲۰۰۱ | باز لایتیر فرماندهی ستاره        | بخشی     | نه           | نه      | نه                | نه   |                                                         | کارگردانی برای پیکسار |
| ۲۰۰۵      | گروه موسیقی یک‌نفره               | نه       | نه           | نظارت   | نه                | نه   |                                                         |                       |
| ۲۰۰۸      | برن-ای                           | آری      | آری          | نه      | نه                | آری  | برن ای                                                  |                       |
| ۲۰۱۰      | ماشین‌ها: داستان بلند ماتر        | نه       | نه           | نه      | نه                | آری  | صداهای اضافی                                            | قسمت ۸–۹              |
| ۲۰۱۱      | داستان اسباب‌بازی: تعطیلات هاوایی | نه       | نه           | نظارت   | نه                | آری  | کاپیتان زیپ                                             |                       |
| ۲۰۱۱      | ریزه میزه                        | آری      | آری          | نه      | نه                | آری  | گری گراپلینگ هوک / تی بون/ راهب فانکی / سوپر دزد دریایی |                       |
| ۲۰۱۲      | رکس پارتی جور کن                 | نه       | نه           | نه      | نه                | آری  | صداهای اضافی                                            | با تشکر ویژه          |
| ۲۰۱۳      | داستان اسباب‌بازی وحشت!           | آری      | آری          | نه      | نه                | آری  | افسر ویلسون                                             | ویژه تلویزیون         |
| ۲۰۱۶      | مصاحبه‌های زندگی دریایی           | نه       | نه           | نه      | آری               | نه   |                                                         |                       |